# Кітан
Кітан (*д/н — 1095) — половецький хан з донецьких половців.

## Життєпис
Походив з клану Кай-оба. Про його батьків відсутні відомості, напевне, був родичем хана Боняка. Можливо, брав участь у походах проти руських князівств.
У 1095 році разом з ханом Ітларем з наддніпрянських половців рушив до Переяслава, де став вести перемовини з тамтешнім князем Володимиром Мономахом. Втім, зміст їх достеменно невідомий: за однією версією, хани намагалися укласти мирний договір, за другою — прибули для обговорення умов сплати данини руськими князями. Разом з Ітларем отримав у заручними княжича Святослава Володимировича.
Кітан розташувався біля Переяслава уздовж Змієвих валів. Можливо, в його вежах перебував заручник Святослав. Ітлар вирушив до Переяслава. Мономах за намовою своїх радників — воєводи Ратибора і боярина Слов'яти — вирішив убити половецьких ханів. Останній зумів звільнити Святослава і раптовим ударом знищив вежі Кітана, а самого вбив. Водночас було вбито Ітларя. Це призвело до жорстокої русько-половецької війни.